# Adobe Device Central
Adobe Device Central – emulator Flash przeznaczony dla urządzeń mobilnych.

## Wersje programu
- Adobe Device Central CS3 (1.0.0) – kwiecień 2007
- Adobe Device Central CS4 (2.0.0) – 23 września 2008